# Dubočica (Pljevlja)
Pour les articles homonymes, voir Dubočica.
Dubočica (en serbe cyrillique : Дубочица) est un village du nord du Monténégro, dans la municipalité de Pljevlja.

## Démographie

### Évolution historique de la population
| 1948 | 1953 | 1961 | 1971 | 1981 | 1991 | 2003 |
| ---- | ---- | ---- | ---- | ---- | ---- | ---- |
| 108  | 70   | 113  | 116  | 41   | 27   | 19   |